# Đại hội Đảng Cộng sản Nga (Bolshevik) lần thứ IX

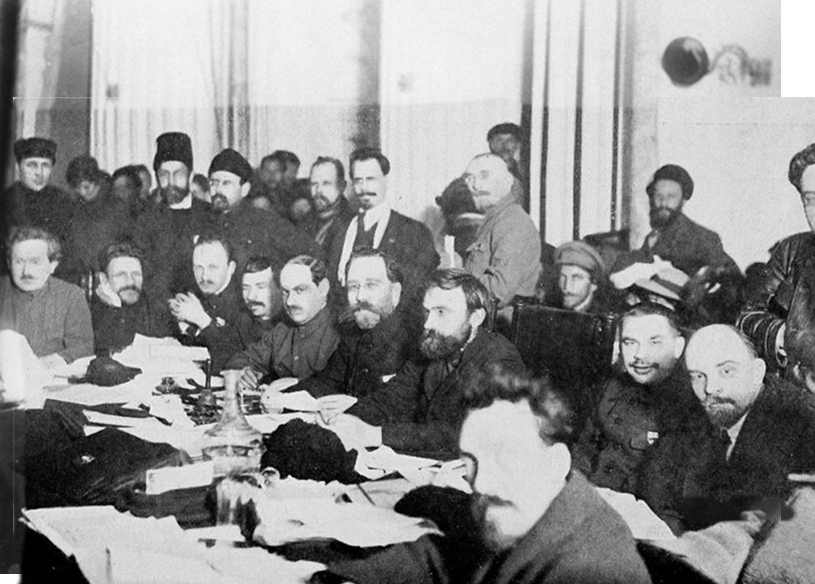
Đoàn chủ tịch Đại hội Đảng lần thứ 9 Đảng Cộng sản Nga (Bolsheviks) năm 1920. Ngồi ghế (từ trái): Avel Enukidze, Mikhail Kalinin, Nikolai Bukharin, Mikhail Tomsky, Mikhail Lashevich, Lev Kamenev, Evgeny Preobrazhensky, Leonid Serebryakov, Vladimir Lenin và Alexei Rykov.

 Đại hội Đảng lần thứ 9 Đảng Cộng sản Nga (Bolsheviks) diễn ra từ ngày 29 tháng 3 năm 1920 đến ngày 5 tháng 4 năm 1920. Đại hội đã khai mạc tại Nhà hát Bolshoi với bài phát biểu giới thiệu của Vladimir Lenin. Các cuộc họp của Đại hội đã diễn ra tại một trong những tòa nhà của Kremlin. Có mặt tại Đại hội gồm 715 đại biểu, trong đó có 553 đại biểu chính thức và 162 đại biểu dự khuyết.

## Chương trình nghị sự
Chương trình nghị sự bao gồm:
- Báo cáo của Ban Chấp hành Trung ương;
- Báo cáo về các nhiệm vụ trước mắt của xây dựng kinh tế;
- Báo cáo về phong trào công đoàn;
- Báo cáo về vấn đề tổ chức;
- Báo cáo về các nhiệm vụ của Quốc tế Cộng sản;
- Chủ thể của hợp tác xã;
- Chuyển đổi hệ thống dân quân;
- Bầu cử Ban Chấp hành Trung ương Đảng khóa mới.